# هاتیبندها
هاتیبندها (به لاتین: Hatibandha) یک منطقهٔ مسکونی در بنگلادش است که در ناحیه لال‌منیرهات واقع شده‌است. هاتیبندها ۲۸۸٫۴۲ کیلومتر مربع مساحت و ۱۷۲٬۴۱۷ نفر جمعیت دارد.